# سكاي أو إس
ٍ
سكاي‌أو‌إس (بالإنجليزية: SkyOS) هو نظام تشغيل كُتب من الصفر لمعمارية إكس 86، حيث تم إنشاءه لكي يدعم التقنيات الجديدة لأنظمة التشغيل، هذا النظام يدعم العديد من الميزات مثل تعدد المعالجات، الذاكرة الافتراضية، حماية الذاكرة، تعدد العمليات. نظام SkyOS مبني على واجهة رسومية (GUI) تسمى سكاي أو إس.
في 3 يناير 2009 توقف تطوير النظام ولم يتم الإعلان عن أي خطه لإكمال التطوير.

## بداية النظام
ظهر هذا النظام في عام 1996 بواسطة Robert Szeleney حيث كانت بدايته كهوايه، في أول نسختين من SkyOS كان النظام حر ومفتوح المصدر، ولكن الإصدار الثالث كُتب مره أخرى من الصفر وتحول إلى مغلق المصدر، حالياً وصل النظام إلى الإصدار الخامس وحتى الآن هذا الإصدار في مرحلة التجربة (بيتا)

## مميزات النظام
يتميز نظام SkyOS بسهولة الاستخدام واهتمام بالغ بالواجهة الرسومية (واجهة مستخدم رسومية)، كما يتمكن نظام SkyOS من دعم أي لغة عالمية، وذلك لاستخدامه لتشفير صيغة التحويل الموحد-8 ،وهو يدعم حاليا عدة لغات عالمية غير ان اللغة العربية لم تعتمد بعد ولكن جاري إدخالها ضمن دعم نظام التشغيل. ويعتبر SkyOS خيار مستقبلي جيد لمن لا يرغبون في استخدام أنظمة التشغيل الاحتكارية أو المفتوحة المصدر.
ويذكر أن نظام SkyOS هو نظام تجاري (بالرغم أنه بدأ كنظام حر)، أي غير حر كأنظمة لينكس وتوزيعة برمجيات بيركلي، كما أن نواة نظامه والأجزاء الأساسية ذات مصدر مغلق، أما البرامج التي يمكن تشغيلها عليه فهناك عدد كبير منها تم استحضاره من مجتمعات المصادر الحرة والمفتوحة، وذلك كترجمان جنو gcc ومتصفح فايرفكس وغيرها وذلك يعود لتوافقه مع قياسات بوزيكس.

## نظام ملفات SkyOS
يعتمد نظام التشغيل SkyOS على نظام الملفات سكاي أو إس، يعتبر نظام SkyFS نظام مبني على نظام الملفات OpenBFS الخاص بمشروع هايكو (نظام تشغيل)، حيث يدعم هذا النظام المميزات الجديدة مثل الفهرسة والاستعلامات، كذلك يأتي نظام التشغيل SkyOS مع أنظمة ملفات أخرى خاصه بأنظمة التشغيل الأخرى مثل جدول توزيع الملف، BFS، إكس تي 2، إكس تي 3، لكي يسهّل من عملية نقل الملفات من أنظمة التشغيل المختلفة.
في عام 2004 تم تطوير SkyFS لكي يدعم تعدد المستخدمين حيث أصبح النظام آمن أكثر بعد إضافة هذه الميزه الهامة.

## وصلات خارجية
الموقع الرسمي نسخة محفوظة 12 مايو 2020 على موقع واي باك مشين.